# إقليم موكيغوا
إقليم موكيغوا (بالإنجليزية: Moquegua Region)‏  هو أحد أقاليم بيرو، يتبع بيرو، عاصمته موكيغوا.

## الموقع
يشترك في الحدود مع:
- إقليم بونو
- إقليم تاكنا
- إقليم أريكيبا.

## التقسيمات الإدارية
- General Sánchez Cerro province [الإنجليزية]‏
- Ilo province [الإنجليزية]‏
- Mariscal Nieto province [الإنجليزية]‏.